# Подгоры (Ростовская область)
Подгоры — упразднённый посёлок в Ростовской области России. На момент упразднения входил в состав Красноярского сельсовета городского округа Волгодонск. Упразднён в 2000 году. Возник как посёлок строителей Ростовской АЭС.

## География
Располагался на южном берегу Цимлянского водохранилища, вблизи места впадения в него балки Цимлянский Лог, на расстоянии приблизительно в 3 км (по прямой) к северо-западу от станицы Подгоренская Дубовского района.

## История
Временный посёлок строителей Ростовской АЭС начали возводить в 1985 году. Для этого на территории Дубовского района, недалеко от площадки будущей станции, выделили земли, которые не использовались в сельском хозяйстве. Посёлок состоял из трёх микрорайонов, разделённых двумя улицами. Дома, возведённые в рекордные сроки, были одно- и двухэтажными модульными зданиями из ГДР. В посёлке также построили клуб, почту, поликлинику, столовую и магазины. Первые жители заселились в 1986 году, когда произошла авария на Чернобыльской АЭС.
В 1988 году населённый пункт, который тогда называли Ростовская АЭС (строящаяся), официально получил название Подгорье и был принят в учётные данные.
В 1989 году в Волгодонске начались митинги против строительства АЭС. В 1990 году работы приостановили, и посёлок стал стремительно пустеть. За несколько месяцев он потерял три четверти жителей. Осталась лишь небольшая группа технических специалистов, строителей и обслуживающего персонала. Все социальные объекты закрылись, горячая вода и отопление отключились, что привело к замерзанию домов уже в первую зиму.
В 1992 году в посёлок перебазировали 56-ю отдельную десантно-штурмовую бригаду из Туркменистана. На какое-то время жизнь в Подгорах ожила. Однако в 1998 году строительство АЭС возобновили, и бригаду передислоцировали. Посёлок снова оказался заброшен: отключили электричество и воду, канализация перестала работать. 55 семей, оставшиеся в Подгорах, обратились за помощью к губернатору области и президенту. В конце 1998 года их эвакуировали в Волгодонск.
Постройки посёлка разобрали, а сам он был упразднён в 2000 году.